# Rosa micrantha
Rosa micrantha es un arbusto de la familia de las rosáceas.

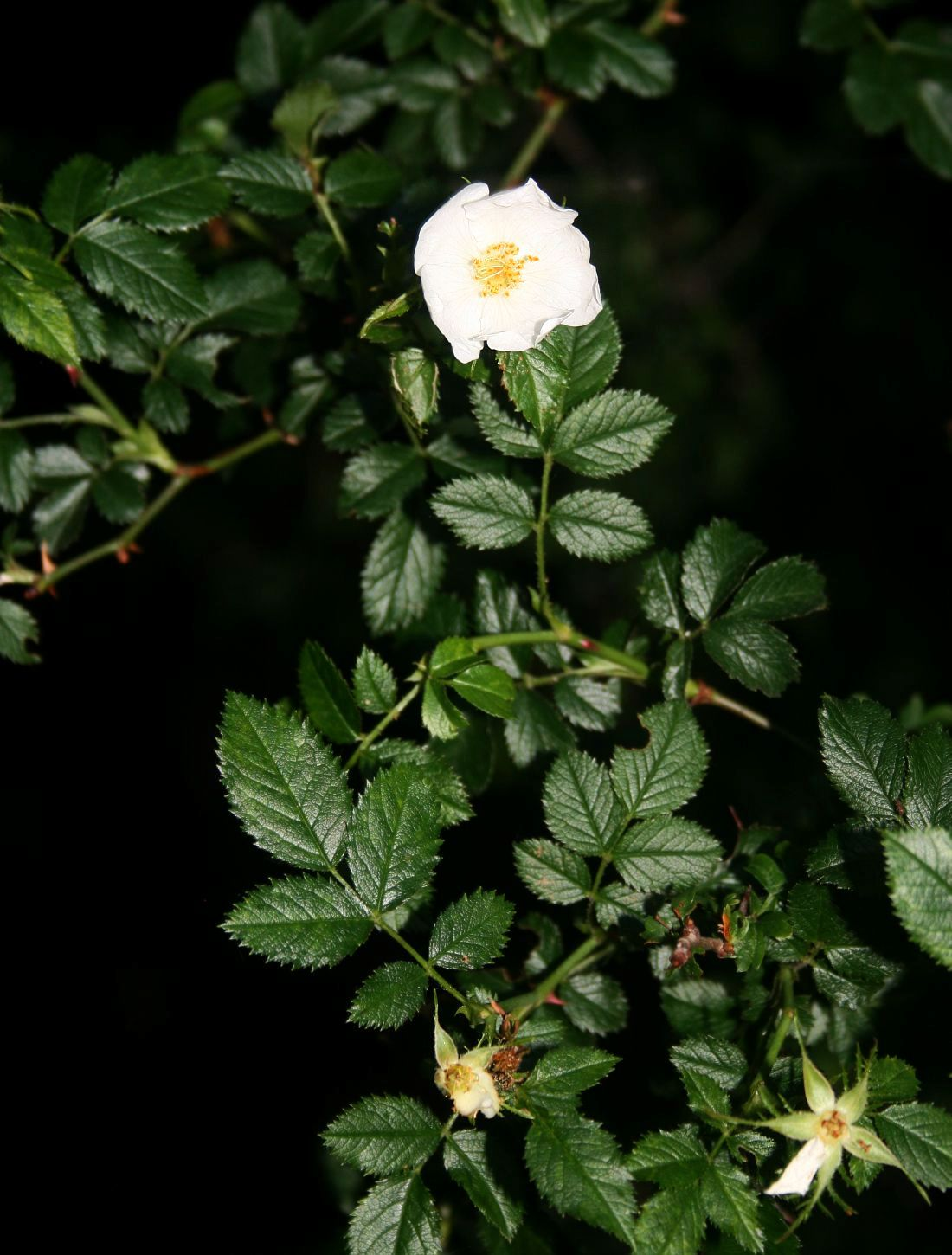
Vista de la planta

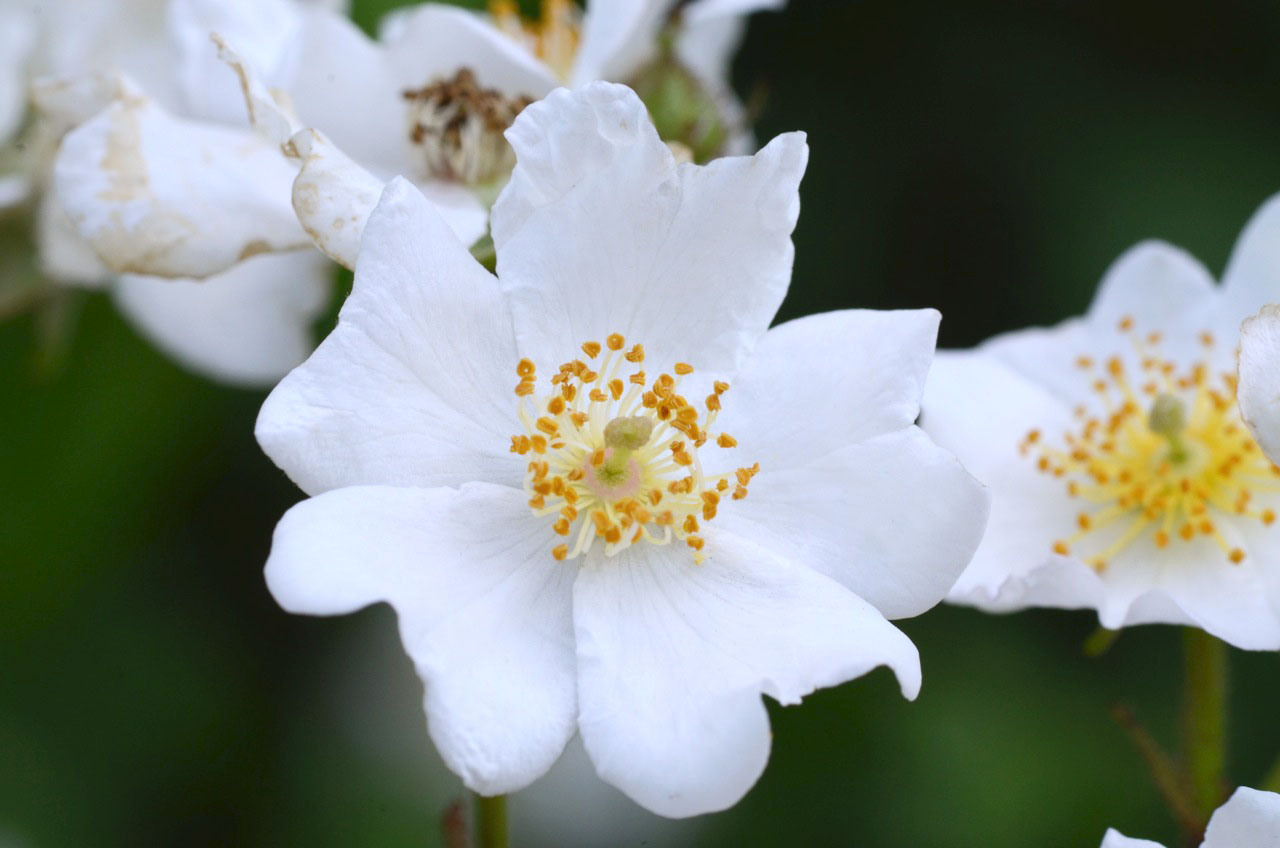
Flores

## Descripción
Arbusto erecto, densamente ramificado, de hasta 1,5 m de altura, con ramas colgantes en arco. Todas las espinas iguales, robustas, muy numerosas, con superficie de inserción de 6-12 mm de largo y 2-5 mm de ancho, curvadas en gancho. Tallos y hojas jóvenes, a menudo con matices rojizos. Hojas vegetativas generalmente con 5-7 folíolos. Folíolos elípticos u obovados anchos de 1,5-3 cm de largo y 1-2 cm de ancho, estrechados en la base, doblemente aserrados en los bordes, con numerosas glándulas y delicado olor a manzanas, por lo general bastante coriáceas, casi glabros en ambas caras. Flores rara vez solitarias, generalmente en grupos de 2-4 en inflorescencias de tipo umbela, de color rosa claro o blanco, de hasta 3 cm de diámetro. Pedúnculo floral de 1-2 cm de largo, claramente más largo que los hipsofilos, provisto de numerosas glándulas. Sépalo curvados hacia atrás después de la floración, en la base ovados, los exteriores de forma lanceolada a filamentosa, con folíolos provistos de pilosidad glandular o dentados. Pétalos de 1-1,5 cm de largo, habitualmente más cortos que los sépalos. Estilo largo y glabro. Fruto ovado o esférico, de 1-2 cm de largo, coriáceo, de color rojo escarlata.

## Distribución y hábitat
Desde Marruecos, pasando por la península ibérica (localizada preferentemente en el interior, escasa en el litoral) y la región alpina, hasta Escocia, por el este hasta Polonia, en el sur desde Italia hasta el Cáucaso y Asia Menor, pasando por los Balcanes. Habita en matorrales poco densos, en linderos de los bosques, en laderas soleadas, principalmente en áreas continentales. Florece en primavera.

## Taxonomía
Rosa micrantha fue descrita por Borrer ex Sm. y publicado en English Botany 35: pl. 2490. 1813.
Etimología
Rosa: nombre genérico que proviene directamente y sin cambios del latín rosa que deriva a su vez del griego antiguo rhódon, , con el significado que conocemos: «la rosa» o «la flor del rosal»
micrantha: epíteto latíno que significa "con pequeñas flores".
Variedades (pendientes de ser aceptadas)
- Rosa micrantha var. billetii (Puget) Baker
- Rosa micrantha f. campiensis Prod n
- Rosa micrantha subsp. ferociformis Prod n
- Rosa micrantha var. nemorosa (Lib. ex Lej.) Heinr.Braun
- Rosa micrantha f. vallesiaca Lagger & Puget ex H.Christ

Sinonimia
- Chabertia hungarica (A.Kern.) Gand.
- Chabertia micrantha (Borrer ex Sm.) Gand.
- Rosa arcadiensis Hal csy
- Rosa bordzilowskii Chrshan.
- Rosa candida Davidov
- Rosa chomutiviensis Chrshan. & Lasebna
- Rosa chomutoviensis Chrshan. & Lasebna
- Rosa elliptica auct. angl.,p.p.1112
- Rosa elliptica subsp. subeglanteria E.Schenk
- Rosa ferociformis (Prod n) Prod n
- Rosa hirciana Heinr.Braun
- Rosa hungarica A.Kern.
- Rosa lactiflora f. polyacantha Borb s
- Rosa leucadia Heinr.Braun
- Rosa leucidia Heinr.Braun
- Rosa meridionalis Burnat & Gremli
- Rosa mukatscheviensis Chrshan.
- Rosa polyacantha (Borb s) Heinr.Braun
- Rosa psammophila Chrshan.
- Rosa viscaria subsp. micrantha (Borrer ex Sm.) Rouy[4]

## Nombres comunes
- Castellano: escaramujo (2), picaparda, rosal bravío, rosal silvestre. (el número entre paréntesis indica las especies que tienen el mismo nombre en España)[5]